# Amiandos
Amiandos (gr. Αμίαντος) – wieś w Republice Cypryjskiej, w dystrykcie Limassol. W 2011 roku liczyła 228 mieszkańców.